# Hyatt Regency Albuquerque
Hyatt Regency Albuquerque är ett 21 våningar högt höghus i Albuquerque, New Mexico, och är med sina 78 meter det högsta hotellet i Albuquerque. Det är byggt in en postmodernistisk stil, och färdigställdes 1990. Byggnaden används som hotell och har 395 rum. Den delar bas med skyskrapan Albuquerque Plaza, och har därför det alternativa namnet Albuquerque Plaza II.